# Krasnoschtschokowo (Region Altai)
Krasnoschtschokowo (russisch Краснощёково) ist ein Dorf (selo) in der Region Altai (Russland) mit 5078 Einwohnern (Stand 14. Oktober 2010).

## Geographie
Der Ort liegt etwa 200 km Luftlinie südsüdwestlich des Regionsverwaltungszentrums Barnaul im Vorland des Altai am linken Ufer des Ob-Nebenflusses Tscharysch.
Krasnoschtschokowo ist Verwaltungssitz des Rajons Krasnoschtschokowski sowie Sitz der Landgemeinde Krasnoschtschokowski selsowet, zu der neben dem Dorf Krasnoschtschokowo noch die Siedlungen Malaja Sujetka, Tscharyschski und Semjonowka gehören.

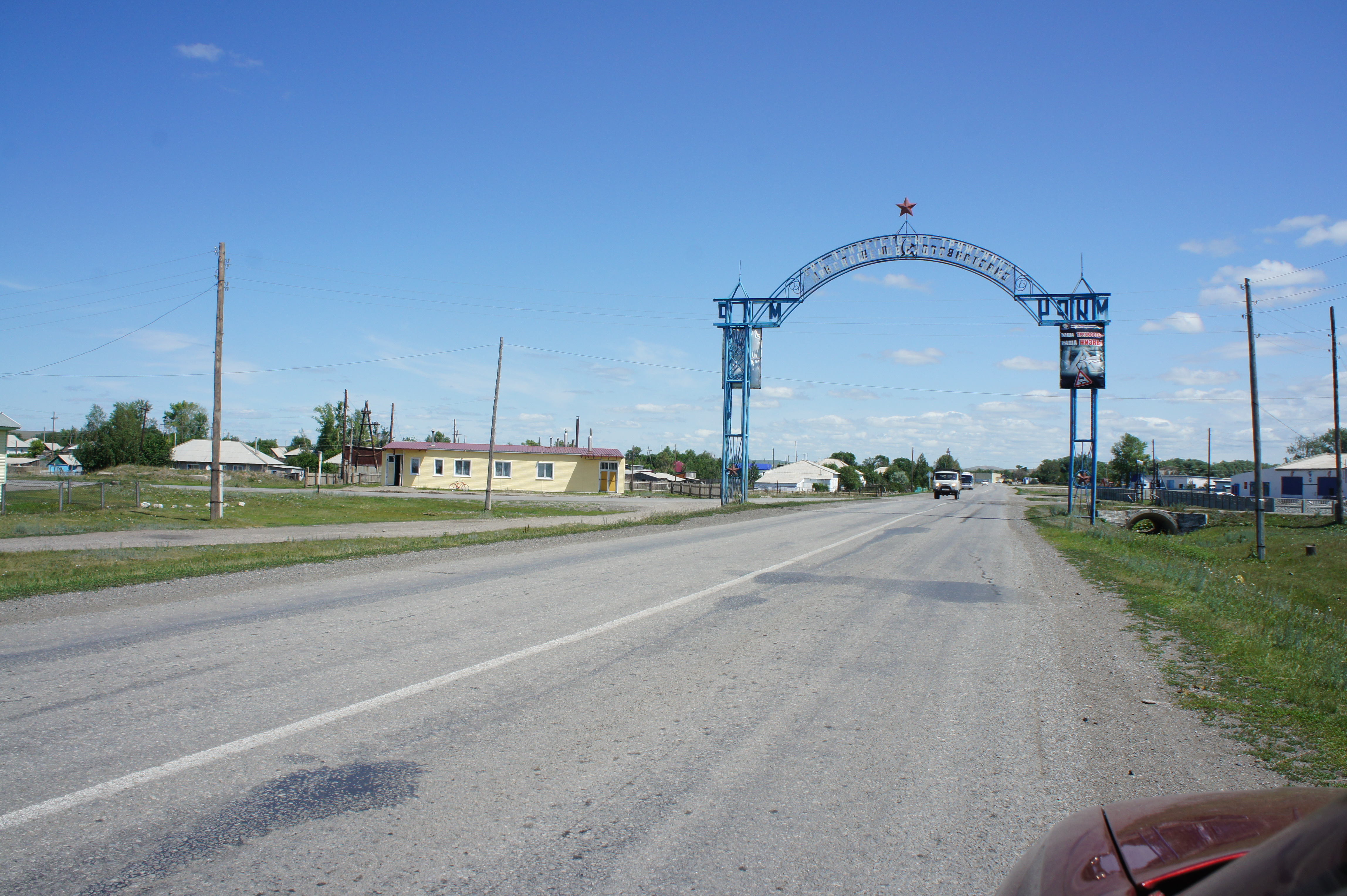
Ortseingang
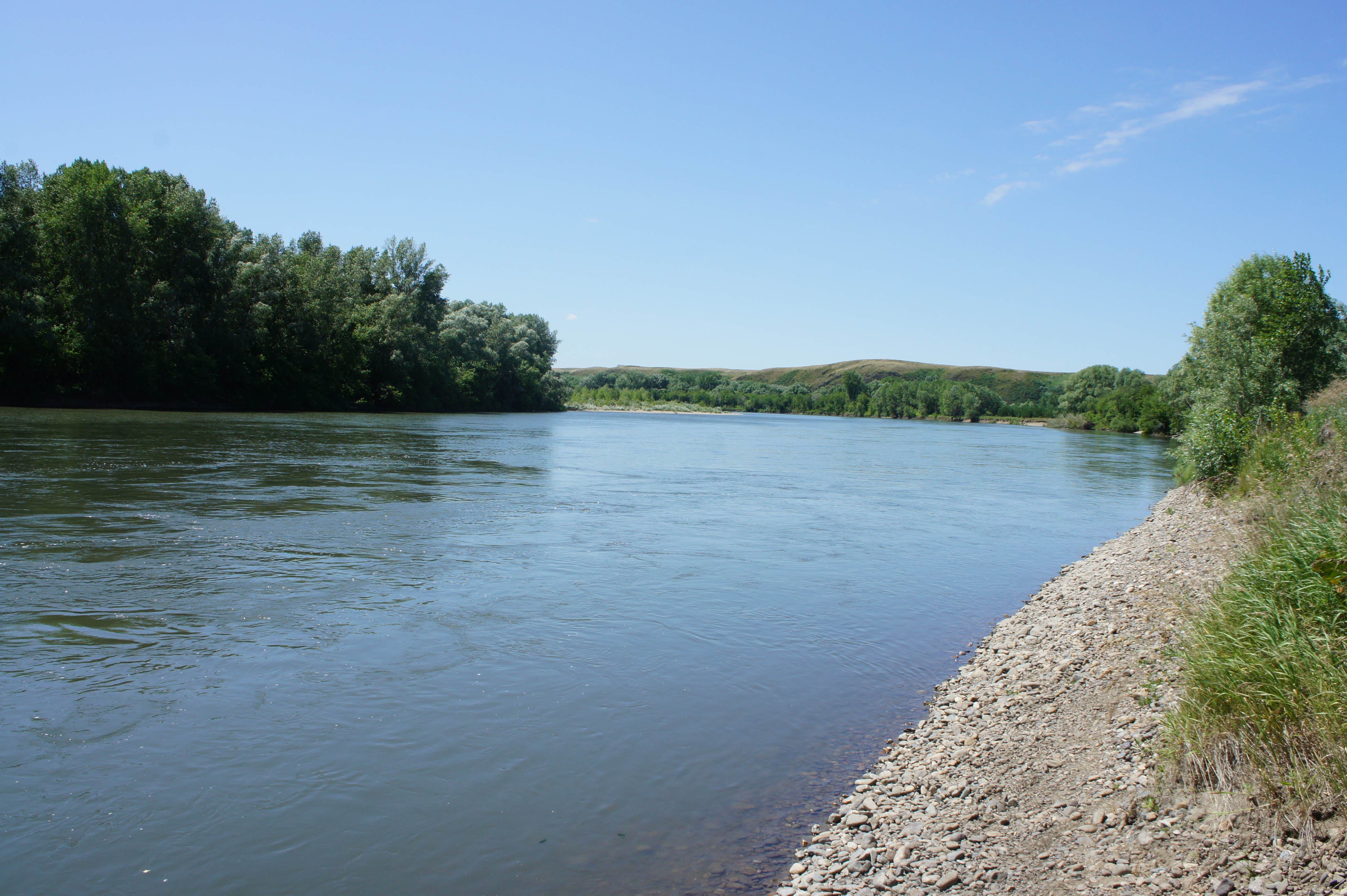
Der Tscharysch bei Krasnoschtschokowo

## Geschichte
Das Dorf wurde 1748 gegründet. Seit 1934 ist Krasnoschtschokowo Zentrum eines Rajons.

### Bevölkerungsentwicklung
| Jahr | Einwohner |
| ---- | --------- |
| 1939 | 3280      |
| 1959 | 3403      |
| 1970 | 3947      |
| 1979 | 4585      |
| 1989 | 5501      |
| 2002 | 5506      |
| 2010 | 5078      |

Anmerkung: Volkszählungsdaten

## Verkehr
Krasnoschtschokowo liegt an der Regionalstraße, die in Smolenskoje von der R368 Bijsk – Belokuricha abzweigt und nördlich des Gebirgsfußes des Altai nach Westen führt und in Kurja, dem westlich benachbarten und gut 30 km von Krasnoschtschokowo entfernten Rajonzentrum, die R370 Pospelicha – Smeinogorsk – kasachische Grenze erreicht. In Pospelicha, 70 km nordwestlich von Krasnoschtschokowo, befindet sich die nächstgelegene Bahnstation an der Strecke Nowosibirsk – Barnaul – Semei.